# Edve, Győr-Moson-Sopron
Edve  este un sat în districtul Kapuvár, județul Győr-Moson-Sopron, Ungaria, având o populație de 123 de locuitori (2011). 

## Demografie
Componența etnică a satului Edve
     Maghiari (92,31%)
     Germani (7,69%)
Componența confesională a satului Edve
     Romano-catolici (63,41%)
     Luterani (12,2%)
     Necunoscută (24,39%)
Conform recensământului din 2011, satul Edve avea 123 de locuitori. Din punct de vedere etnic, majoritatea locuitorilor (92,31%) erau maghiari, cu o minoritate de germani (7,69%).  Din punct de vedere confesional, majoritatea locuitorilor (63,41%) erau romano-catolici, cu o minoritate de luterani (12,2%). Pentru 24,39% din locuitori nu este cunoscută apartenența confesională.